# Alexandr Volčkov
Alexandr Alexandrovič Volčkov (Алекса́ндр Алекса́ндрович Волчко́в;*25. září 1977 Moskva) je bývalý ruský hokejový útočník.

## Hráčská kariéra
S hokejem začínal v rodném městě v týmu HC CSKA Moskva, kde debutoval v ruské nejvyšší lize v průběhu sezóny 1994/1995. Po sezóně odešel do zámoří do týmu Barrie Colts (OHL), hned v prvním ročníku v týmu se stal nejlepším hráčem s 63 bodech a byl navržen do All-Rookie Team v OHL. V roce 1996 byl draftován do NHL v 1. kole (celkově 4.) týmem Washington Capitals. Následující ročník v OHL odehrál 56 zápasů, ve kterých nasbíral 82 bodů a na závěr sezóny byl povolán do farmy Caps v Portland Pirates, za Pirates stihl odehrál 4 zápasy. V organizaci Portland zůstal a strávil necelé tři sezóny (1997/2000). 23. října 1999 debutoval v NHL za tým Washington Capitals proti týmu Phoenix Coyotes. Hned poté odehrál další dva zápasy proti Los Angeles Kings a Anaheim Ducks, ve kterých si připsal dva záporné body za pobyt na ledě. Poté byl poslán zpět na farmu, kde hrával až do 4. února 2000, byl vyměněn do týmu Edmonton Oilers za 4. kolo draftu. Za Oilers neodehrál žádný zápas, jenom na jejich farmě Hamilton Bulldogs dohrál sezónu. Na další sezónu 2000/2001 se vrátil zpět do Ruska, dohodl na spolupráci s týmem Molot Perm za které odehrál 14 zápasu, poté přestoupil do týmu Viťaz Čechov. Během 11 sezón ve východní Evropě, vystřídal 4 ligy – (Superliga, Ruská vyšší liga, Běloruská extraliga a Mistrovství Kazachstánu), hrával celkem ve 12 klubech. Poslední ročník své kariéry odehrál v klubu Irtyš Pavlodar, za které odehrál pět zápasu v ročníku 2010/11.

## Ocenění a úspěchy
- 1996 OHL – All-Rookie Tým
- 1997 OHL – Druhý All-Star Tým
- 2000 AHL – All-Star Classic

## Prvenství
- Debut v NHL – 23. října 1999 (Phoenix Coyotes proti Washington Capitals)

## Zajímavosti
Někteří odborníci v NHL jej považují za jeden z největších promarněných talentů či nejhorší volbu na čelních pozicích draftu v historii.

## Klubové statistiky
| Sezóna       | Klub                    | Soutěž       |    | Základní část | Základní část | Základní část | Základní část | Základní část |   | Play off | Play off | Play off | Play off | Play off |
| Sezóna       | Klub                    | Soutěž       | Z  | G             | A             | B             | TM            | Z             | G | A        | B        | TM       |          |          |
| 1994/1995    | CSKA Moskva             | RSL          | 1  | 0             | 0             | 0             | 0             | —             | — | —        | —        | —        |          |          |
| 1995/1996    | Barrie Colts            | OHL          | 47 | 36            | 27            | 63            | 36            | 7             | 2 | 3        | 5        | 12       |          |          |
| 1996/1997    | Barrie Colts            | OHL          | 56 | 29            | 53            | 82            | 76            | 9             | 6 | 9        | 15       | 12       |          |          |
| 1996/1997    | Portland Pirates        | AHL          | —  | —             | —             | —             | —             | 4             | 0 | 0        | 0        | 0        |          |          |
| 1997/1998    | Portland Pirates        | AHL          | 34 | 2             | 5             | 7             | 20            | 1             | 0 | 0        | 0        | 0        |          |          |
| 1998/1999    | Portland Pirates        | AHL          | 23 | 3             | 8             | 11            | 24            | —             | — | —        | —        | —        |          |          |
| 1998/1999    | Cincinnati Cyclones     | IHL          | 25 | 1             | 3             | 4             | 8             | —             | — | —        | —        | —        |          |          |
| 1999/2000    | Washington Capitals     | NHL          | 3  | 0             | 0             | 0             | 0             | —             | — | —        | —        | —        |          |          |
| 1999/2000    | Portland Pirates        | AHL          | 35 | 11            | 15            | 26            | 47            | —             | — | —        | —        | —        |          |          |
| 1999/2000    | Hamilton Bulldogs       | AHL          | 25 | 2             | 6             | 8             | 11            | —             | — | —        | —        | —        |          |          |
| 2000/2001    | Molot Perm              | RSL          | 14 | 2             | 1             | 3             | 6             | —             | — | —        | —        | —        |          |          |
| 2000/2001    | Viťaz Čechov            | RSL          | 10 | 1             | 1             | 2             | 8             | —             | — | —        | —        | —        |          |          |
| 2001/2002    | HK Sibir Novosibirsk    | RVL          | 50 | 19            | 34            | 63            | 53            | 11            | 5 | 1        | 6        | 20       |          |          |
| 2002/2003    | Křídla Sovětů Moskva    | RSL          | 15 | 1             | 1             | 2             | 12            | —             | — | —        | —        | —        |          |          |
| 2002/2003    | Torpedo Nižnij Novgorod | RVL          | 7  | 1             | 1             | 2             | 10            | 6             | 1 | 1        | 2        | 10       |          |          |
| 2003/2004    | Chimvolokno Mohylev     | BEL          | 42 | 25            | 12            | 37            | 81            | 2             | 0 | 0        | 0        | 4        |          |          |
| 2004/2005    | Chimvolokno Mohylev     | BEL          | 41 | 4             | 16            | 20            | 50            | 8             | 1 | 3        | 4        | 2        |          |          |
| 2005/2006    | Chimvolokno Mohylev     | BEL          | 58 | 15            | 25            | 40            | 79            | —             | — | —        | —        | —        |          |          |
| 2006/2007    | Chimvolokno Mohylev     | BEL          | 46 | 17            | 20            | 37            | 40            | 4             | 1 | 1        | 2        | 2        |          |          |
| 2007/2008    | HC Dmitrov              | RVL          | 15 | 4             | 1             | 5             | 8             | —             | — | —        | —        | —        |          |          |
| 2007/2008    | Junosť Minsk            | BEL          | 15 | 6             | 4             | 10            | 6             | —             | — | —        | —        | —        |          |          |
| 2007/2008    | Kapitan Stupino         | RVL          | 15 | 7             | 5             | 12            | 12            | —             | — | —        | —        | —        |          |          |
| 2008/2009    | Junosť Minsk            | BEL          | 38 | 11            | 14            | 25            | 20            | —             | — | —        | —        | —        |          |          |
| 2008/2009    | HK Něman Hrodno         | BEL          | 9  | 3             | 1             | 4             | 4             | —             | — | —        | —        | —        |          |          |
| 2009/2010    | Keramin Minsk           | BEL          | 12 | 2             | 4             | 6             | 4             | —             | — | —        | —        | —        |          |          |
| 2009/2010    | Beibarys Atyrau         | KAZ          | 18 | 7             | 9             | 16            | 51            | 10            | 1 | 3        | 4        | 4        |          |          |
| 2010/2011    | Irtyš Pavlodar          | KAZ          | 5  | 0             | 1             | 1             | 2             | —             | — | —        | —        | —        |          |          |
| Celkem v NHL | Celkem v NHL            | Celkem v NHL | 3  | 0             | 0             | 0             | 0             | —             | — | —        | —        | —        |          |          |

## Reprezentace
| Rok                       | Tým                       | Soutěž                    | Z | G | A | B | TM |
| ------------------------- | ------------------------- | ------------------------- | - | - | - | - | -- |
| 1997                      | Rusko                     | MSJ                       | 6 | 0 | 2 | 2 | 4  |
| Juniorská kariéra celkově | Juniorská kariéra celkově | Juniorská kariéra celkově | 6 | 0 | 2 | 2 | 4  |